# Гродненская ратуша
Гродненская ратуша (Ратушное здание, Гостиный двор) — утраченный архитектурный объект в городе Гродно, находившийся на центральной площади города.

## История и архитектура ратушных зданий в стиле ренессанса

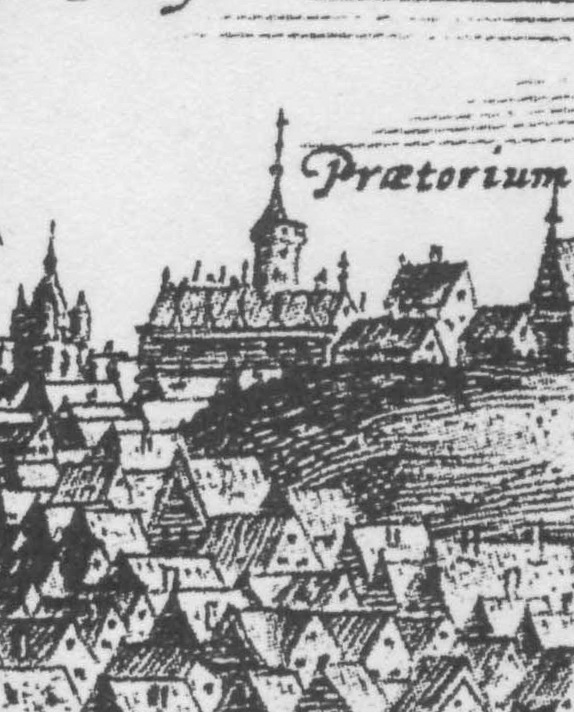
Ратуша на гравюре Маковского (1600).

Изначальное здание ратуши было построено в стиле ренессанса. Согласно историку Юрию Гордееву о необходимости возвести ратушу упоминается ещё в гродненском привилее на Магдебургское право в 1496 году: «Возведут ратушу на достойном месте. Зал или комнату для обрезки сукна подготовить и иметь им не запрещаем. Будут также иметь в ратуше меру зерна, то есть бочку ратушную и меру мёда, то есть медницу».
Старейшее из известных изображений гродненской ратуши помещено на гравюре Гродно, авторства Цюндта (1568). Согласно этому графическому источнику, ратуша имела круглую башню, а на верхнем этаже здания была устроена галерея. На гравюре Маковского (1600) ратуша выглядит иначе. Предположительно, изменения в облике ратуши были связаны с перестройкой (либо возведением нового здания) мастерами, приглашёнными Стефаном Баторием. Изображение ратуши на гравюре Маковского показывает высокую башню со шпилем. По мнению историка архитектуры Елены Квитницкой внешний вид ратуши на гравюре Маковского: «свидетельствует о близости к архитектуре Голландии: фигурные щипцы обегают края скатов кровли».
Ратуша отмечена на плане Гродно, датированным 1655 годом. Там здание подписано «Bassar», при этом крупное здание на улице Замковой обозначено как «Rathhaus». Данные факты говорят о том, что здание ратуши не использовалось по назначению, но датировка утраты зданием изначальных функций может вызывать затруднения, так как план, возможно, создан в начале XVIII века, а не в 1655 году.
Ратуша была разрушена во время войны Речи Посполитой и Московского царства 1654—1667 гг.. Позднее здание неоднократно пытались восстановить, но решения о восстановлении не выполнялись. В 1752 году путешественник Вильгельм Шлемюллер описывал руины ратуши, служившие торговыми рядами для еврейских купцов: «Ещё несколько важных каменных домов на рынке. В середине — руины большого здания видны, и там купцы раскладывают свой товар».

## История ратуши в стиле классицизма
Ратуша якобы была восстановлена на прежнем месте, и с использованием остатков предыдущего здания, только в 80-х годах XVIII века.
Согласно публикации архитектора Юрия Кишика работы по восстановлению ратуши были закончены в 1807 году, а создателем проекта был выдающийся зодчий Лауринас Гуцявичус.

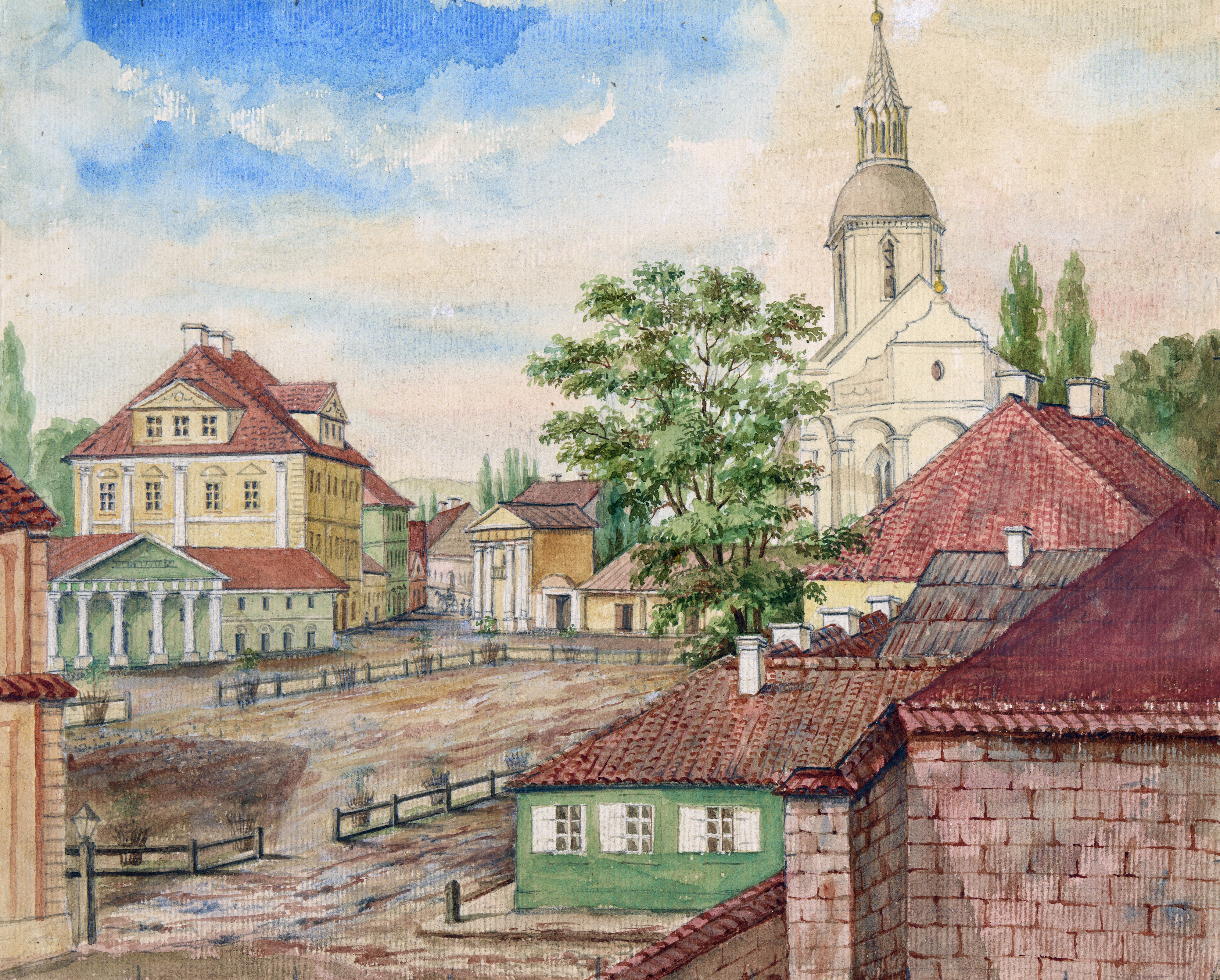
Акварель Н. Орды (1860-е). В левой части по центру видна гродненская ратуша, с ещё сохранившимся вторым этажом и надписью «Magistrat» во фронтоне.

По данным историка Мечислава Супрона очередной проект реконструкции был создан губернским архитектором и реализован в 1816—1817 годах. В это время гродненским губернским архитектором был Карл Багемиле, которой и мог являться автором проекта гродненской ратуши в стиле классицизма, но полной уверенности в этом нет.
После восстановления ратуши в XIX веке она служила резиденцией городского самоуправления и местом торговли. При этом торговые функции здания всё больше выдвигались на передний план, в связи с чем здание именовали гостиным двором. В первой половине XIX века в здании размещались органы правопорядка и находились помещения для заключённых. По данным на 1869 год на втором этаже ратуши располагались городская дума и сиротский суд. В здании также размещалась гауптвахта.
Во второй половине XIX века обсуждались проекты реконструкции ратуши. В итоге, был реализован менее затратный вариант, изменивший архитектуру объекта в сторону упрощения. Не позднее 1870 года ратуша была перестроена и потеряла второй этаж, при этом портики остались неизменны.
Ратуша пострадала в знаменитом пожаре 1885 года.
В начале XX века обветшавшее здание имело не слишком представительный облик, в связи с чем городские власти вынашивали идеи реконструкции объекта и предания ему дополнительных культурных функций вместе с сохранением торговых. Эти планы не были реализованы.
В период Второй польской республики здание продолжали использовать с коммерческими целями.
Здание сохранилось после Второй мировой войны, но было уничтожено в 1949 году.

## Архитектура ратуши в стиле классицизма

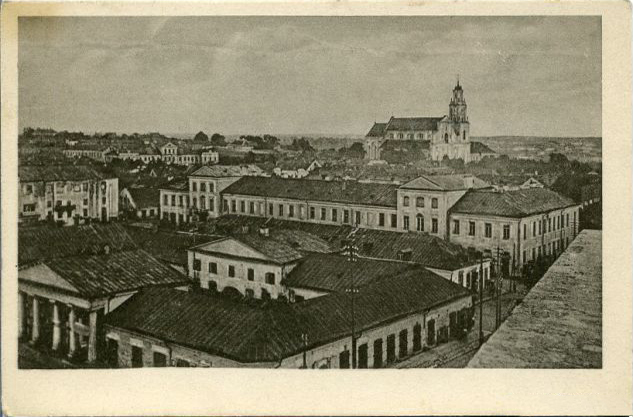
Гродно в первой половине XX века. На переднем плане здание ратуши.

Ратуша представляла собой двухэтажное кирпичное оштукатуренное здание, с внутренним двором и выступом северо-восточного фасада. Южный и северный фасады были украшены шестиколонными дорическими портиками с канелюрнными колоннами на цоколях. Большие треугольные фронтоны опирались на антаблемент с триглифами. Во фронтонах помещалась надпись «MAGISTRAT». Во двор вели арочные проезды. По всему внутреннему периметру двора располагалась аркада.

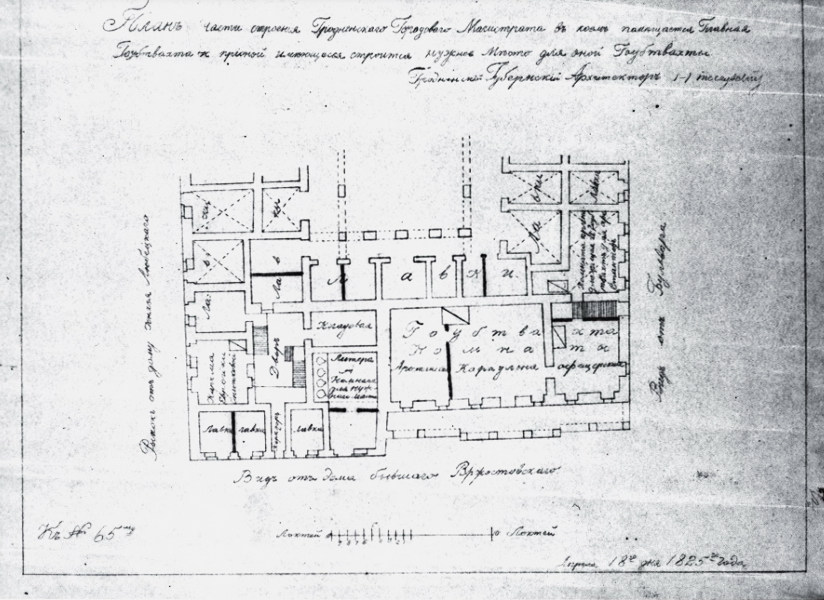
План части гродненской ратуши (1825 год). Видны внешняя и внутренние колоннады.

## Дискуссии о восстановлении ратуши
Идея восстановления ратуши периодически обсуждается в публичном пространстве.
План застройки Гродно предусматривает также восстановление ратуши на главной площади.
По мнению историка Мечислава Супрона ратуша должна быть отстроена в классическом стиле. Именно такой вариант здания наиболее изучен и может быть достоверно реконструирован на основании научных данных.
В 2024 году гродненские архитекторы представили свой вариант восстановления ратуши. Идея подверглась критике некоторых специалистов. По мнению историка Евгения Асноревского: «Проект Штена и Ярмолика — очевидный историзм по мотивам утраченного здания, причём объект получается свободной вариацией, значительно меньшей по объёму. То есть это так, как если бы у минской ратуши восстановили только портик или башню, и то не стремясь делать научную реконструкцию, а просто фантазируя на тему. Не ясно зачем это нужно, если есть качественная научная реконструкция объекта (М. Супрон и С. Щукин). Прекрасный, уникальный для Беларуси, внутренний двор с аркадой, музеефикация оригинальных подвалов, возрождение идеи зодчего-создателя: вот что нужно Гродно вместо симулякров».

## Другие здания городского самоуправления
После разрушения ренессансной ратуши её функции исполнял т. н. «Дворец бурмистра», стоявший там, где теперь располагается дворец текстильщиков.
В 20-30-х годах XX века функции резиденции городского самоуправления (магистрата) выполняло сохранившееся здание доминиканской школы по адресу Советская 8.
В 20-х годах ХХI века гродненская городская администрация позиционирует дома вице-администратора как «здание выполняющее функции ратуши».

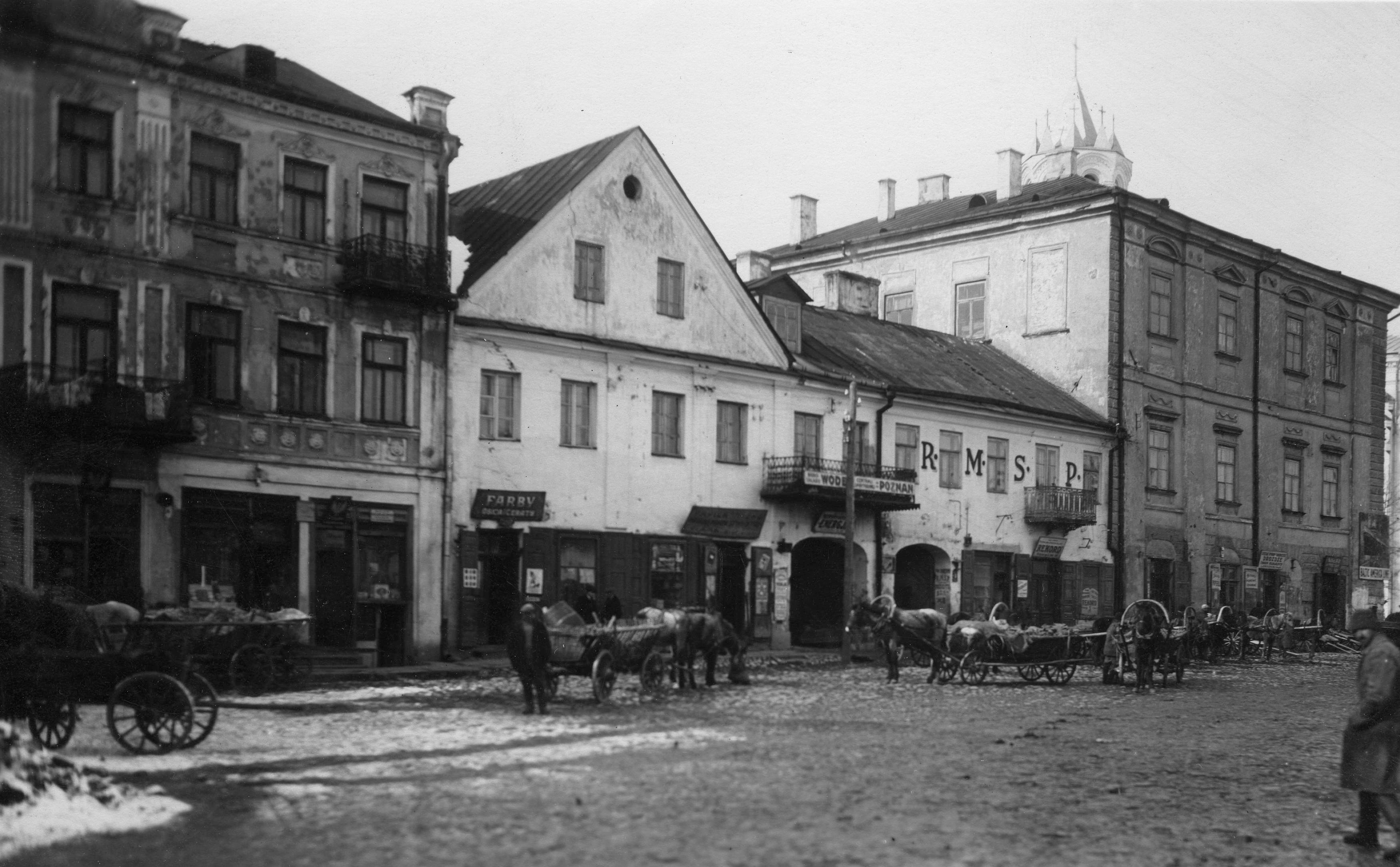
Не сохранившийся "Дворец бурмистра" (крайний справа) являвшийся резиденцией магистрата после разрушения ренессансной ратуши.
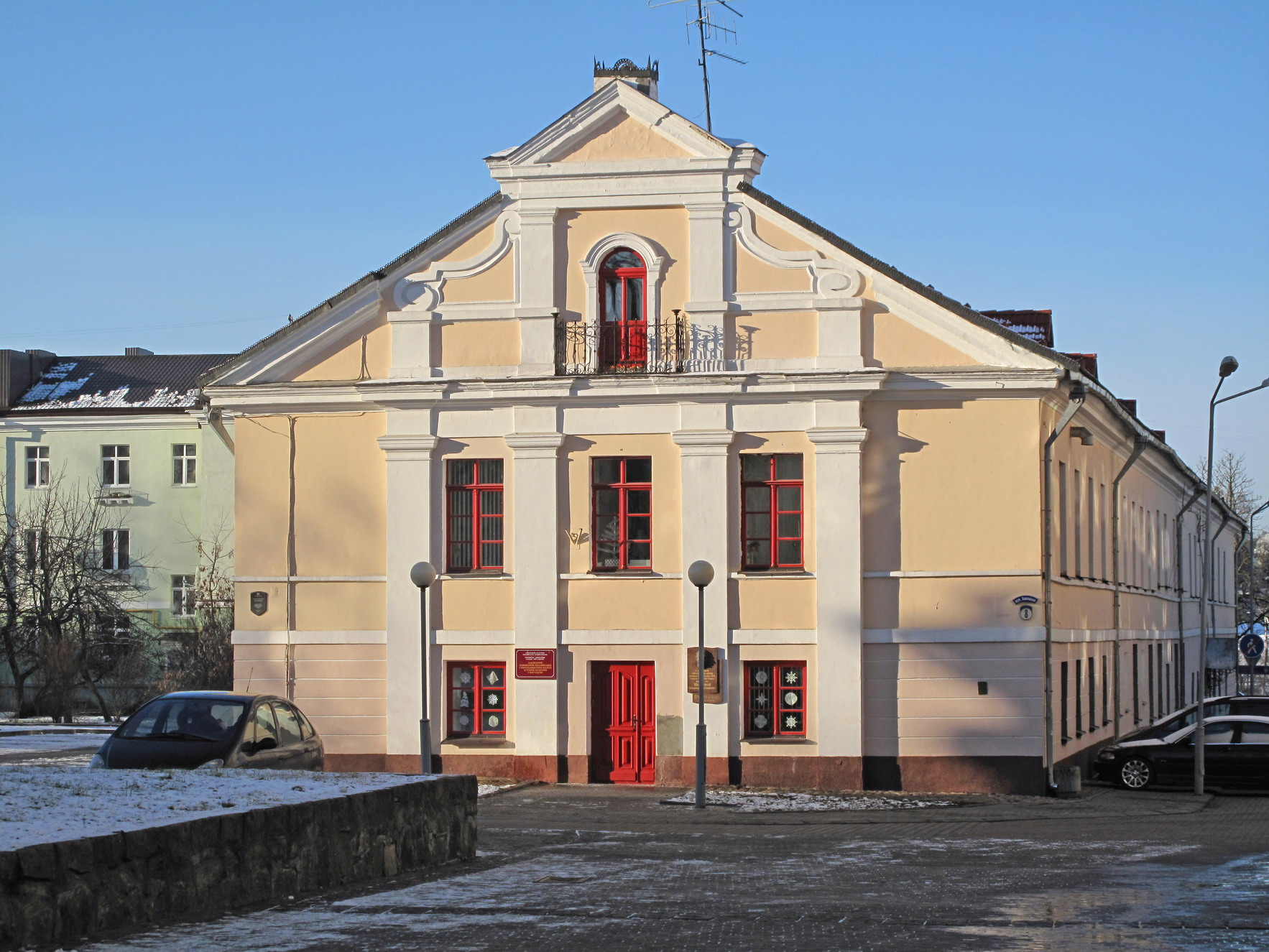
"Альтернативная" гродненская ратуша. Здание по ул. Советской 8.